# トリメチルホスフィン
トリメチルホスフィン (trimethylphosphine) は、化学式が P(CH3)3 の有機リン化合物である。省略して PMe3 とも書かれる。無色の液体で、アルキルホスフィンに特有の強い不快臭を持つ。アンモニアやホスフィンに似た C3v 対称のピラミッド型分子である。円錐角は118°。

## 合成
グリニャール試薬と亜リン酸エステルの反応によって合成される。
3 CH3MgBr +  P(OC6H5)3  →  P(CH3)3  +  3 MgBrOC6H5

## 錯体化学
トリメチルホスフィンは多くの金属と錯体を形成する配位子である。
PMe3  +  Fe(CO)5  →  Fe(CO)4PMe3  +  CO